# ЖНБЛ в сезоне 2006/2007
Сезон ЖНБЛ 2006/2007 — 27-й сезон женской национальной баскетбольной лиги (ЖНБЛ), по окончании которого чемпионом, в пятый раз, стала команда «Канберра Кэпиталз».
В регулярном чемпионате приняло участие восемь команд, столько же сколько и в прошлом, одна из них, «Аделаида Феллас», вернула в межсезонье старое название и снова называется «Аделаида Лайтнинг». Регулярный чемпионат в этом сезоне стартовал 6 октября, а закончился он 28 января, MVP которого была признана центровая клуба «Буллин Бумерс» Холли Грима. Наставник команды «Канберра Кэпиталз», Кэрри Граф, была признана тренером года, а Кайла Фрэнсис из команды «Австралийского института спорта» — новичком сезона. Официально же сезон 2006/2007 годов закончился 17 февраля, когда команда «Канберра Кэпиталз» обыграла в финальной игре клуб «Сидней Юни Флэймз» со счётом 73:59, а MVP финала была признана центровая «Кэпиталз» Трейси Битти.

## Регулярный чемпионат
И = Игр, В = Выигрышей, П = Поражений, П% = Процент выигранных матчей
| Регулярный сезон |                               |    |    |    |      |
| #                | Команда                       | И  | В  | П  | П%   |
| 1                | Сидней Юни Флэймз             | 21 | 16 | 5  | 76,2 |
| 2                | Канберра Кэпиталз             | 21 | 15 | 6  | 71,4 |
| 3                | Аделаида Лайтнинг             | 21 | 15 | 6  | 71,4 |
| 4                | Данденонг Рейнджерс           | 21 | 12 | 9  | 57,1 |
| 5                | Буллин Бумерс                 | 21 | 12 | 9  | 57,1 |
| 6                | Таунсвилл Файр                | 21 | 10 | 11 | 47,6 |
| 7                | Перт Линкс                    | 21 | 3  | 18 | 14,3 |
| 8                | Австралийский институт спорта | 21 | 1  | 20 | 4,8  |

## Финалы
| Полуфиналы     | Полуфиналы          | Полуфиналы |  |          | Предварительный финал | Предварительный финал    | Предварительный финал    |                          |                           | Большой финал             | Большой финал             | Большой финал |
| -------------- | ------------------- | ---------- |  | -------- | --------------------- | ------------------------ | ------------------------ | ------------------------ | ------------------------- | ------------------------- | ------------------------- | ------------- |
|                |                     |            |  |          |                       |                          |                          |                          |                           |                           |                           |               |
| 2 февраля 2007 |                     |            |  |          |                       |                          |                          |                          |                           |                           |                           |               |
| 1              | Сидней Юни Флэймз   | 74         |  |          |                       |                          |                          |                          |                           |                           |                           |               |
| 2              | Канберра Кэпиталз   | 65         |  |          |                       |                          |                          |                          |                           |                           |                           |               |
|                |                     |            |  |          | 10 февраля 2007       | 10 февраля 2007          | 10 февраля 2007          |                          | 17 февраля 2007           | 17 февраля 2007           |                           |               |
|                |                     |            |  |          | 2                     | Канберра Кэпиталз        | 82                       |                          | 1                         | Сидней Юни Флэймз         | 59                        |               |
|                |                     |            |  |          | 3                     | Аделаида Лайтнинг        | 74                       |                          |                           | 2                         | Канберра Кэпиталз         | 73            |
| 2 февраля 2007 |                     |            |  |          |                       |                          |                          |                          |                           |                           |                           |               |
| 3              | Аделаида Лайтнинг   | 66         |  |          |                       |                          |                          |                          |                           |                           |                           |               |
| 4              | Данденонг Рейнджерс | 61         |  | Легенда: | Легенда:              | Посев победившей команды | Посев победившей команды | Посев победившей команды | Посев проигравшей команды | Посев проигравшей команды | Посев проигравшей команды |               |

## Лидеры сезона по средним показателям за игру
| Показатель                       | Игрок           | Команда             | Всего  | Игры | В среднем |
| -------------------------------- | --------------- | ------------------- | ------ | ---- | --------- |
| Очков в среднем за игру          | Холли Грима     | Буллин Бумерс       | 403    | 21   | 19,2      |
| Подборов в среднем за игру       | Холли Грима     | Буллин Бумерс       | 233    | 21   | 11,1      |
| Передач в среднем за игру        | Эрин Филлипс    | Аделаида Лайтнинг   | 84     | 17   | 4,9       |
| Перехватов в среднем за игру     | Эмили Макинерни | Данденонг Рейнджерс | 52     | 21   | 2,5       |
| Блок-шотов в среднем за игру     | Трейси Битти    | Канберра Кэпиталз   | 59     | 21   | 2,8       |
| Процент точных бросков с игры    | Дженнифер Краус | Таунсвилл Файр      | 90/152 | 21   | 59,2      |
| Процент точных 3-очковых бросков | Кэтлин Маклауд  | Данденонг Рейнджерс | 14/33  | 11   | 42,4      |
| Процент точных штрафных бросков  | Кэтлин Маклауд  | Данденонг Рейнджерс | 44/49  | 11   | 89,8      |

## Награды по итогом сезона
- Самый ценный игрок женской НБЛ: Холли Грима, Буллин Бумерс
- Самый ценный игрок финала женской НБЛ: Трейси Битти, Канберра Кэпиталз
- Новичок года женской НБЛ: Кайла Фрэнсис, Австралийский институт спорта
- Лучший оборонительный игрок женской НБЛ: Эмили Макинерни, Данденонг Рейнджерс
- Лучший снайпер женской НБЛ: Холли Грима, Буллин Бумерс
- Тренер года женской НБЛ: Кэрри Граф, Канберра Кэпиталз

- Сборная всех звёзд женской НБЛ:
  - З Шарин Милнер (Буллин Бумерс)
  - З Эрин Филлипс (Аделаида Лайтнинг)
  - З Карли Уилсон (Перт Линкс)
  - Ф Натали Портер (Сидней Юни Флэймз)
  - Ц Холли Грима (Буллин Бумерс)